# Église Saint-Pierre-et-Notre-Dame-de-l'Assomption de Giens
L’église Saint-Pierre et Notre-Dame-de-l'Assomption de Giens est une église catholique française, située dans le département du Var, dans la commune de Hyères (presqu'île de Giens).

## Historique

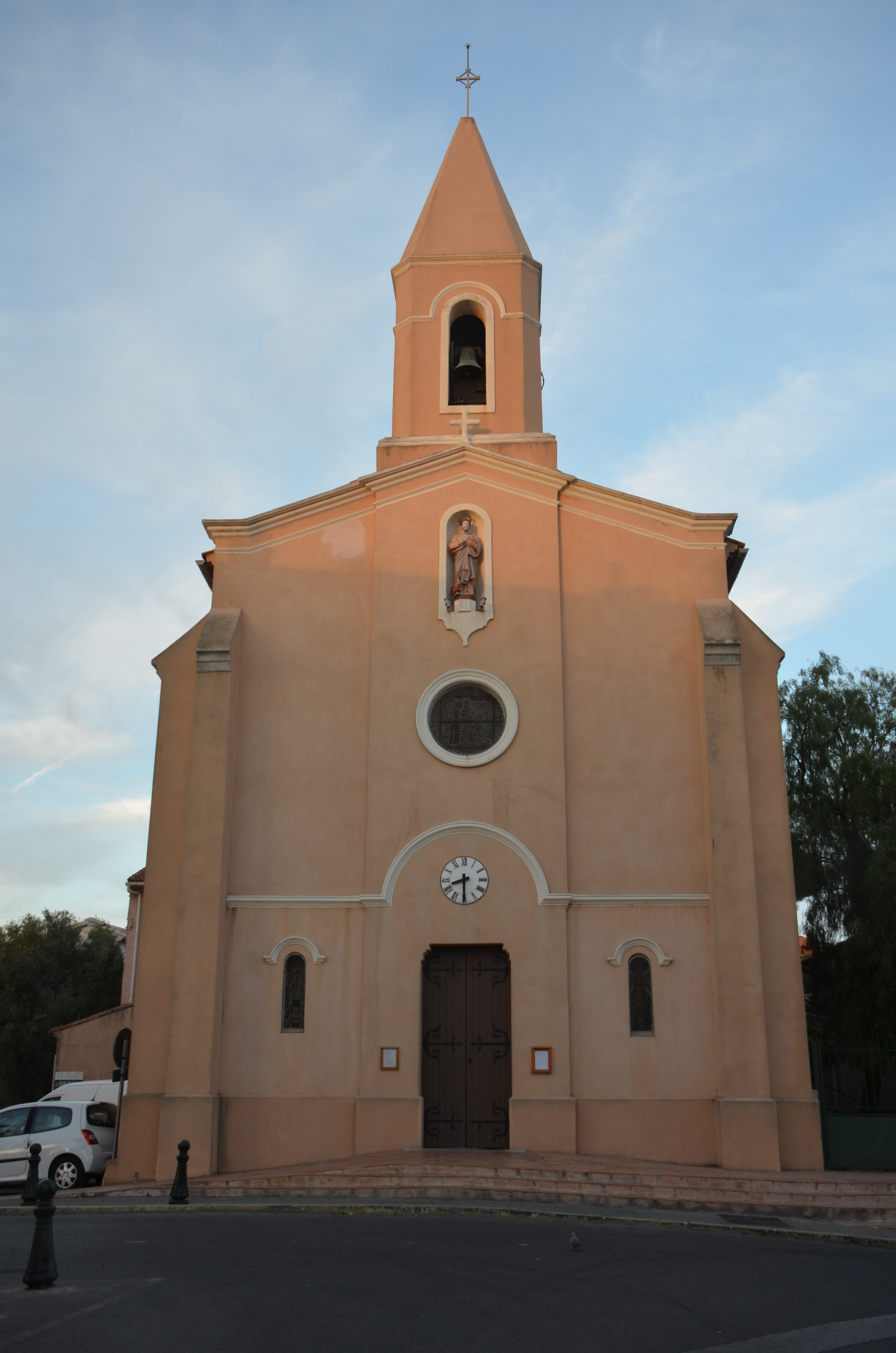
Façade.

L'église date de la deuxième moitié du XIXe siècle. En 1997, Philippe Métaireau a réalisé les peintures en trompe-l’œil qui décorent l'intégralité de la nef.

## Architecture

### Chapelle Sainte-Marie
L’ensemble est œuvré dans une fresque polychrome, par une  technique de coloration à la détrempe, qui représente un point de vue de la Pointe des Mèdes de Porquerolles, et de celle de la Badine.

### Les fresques

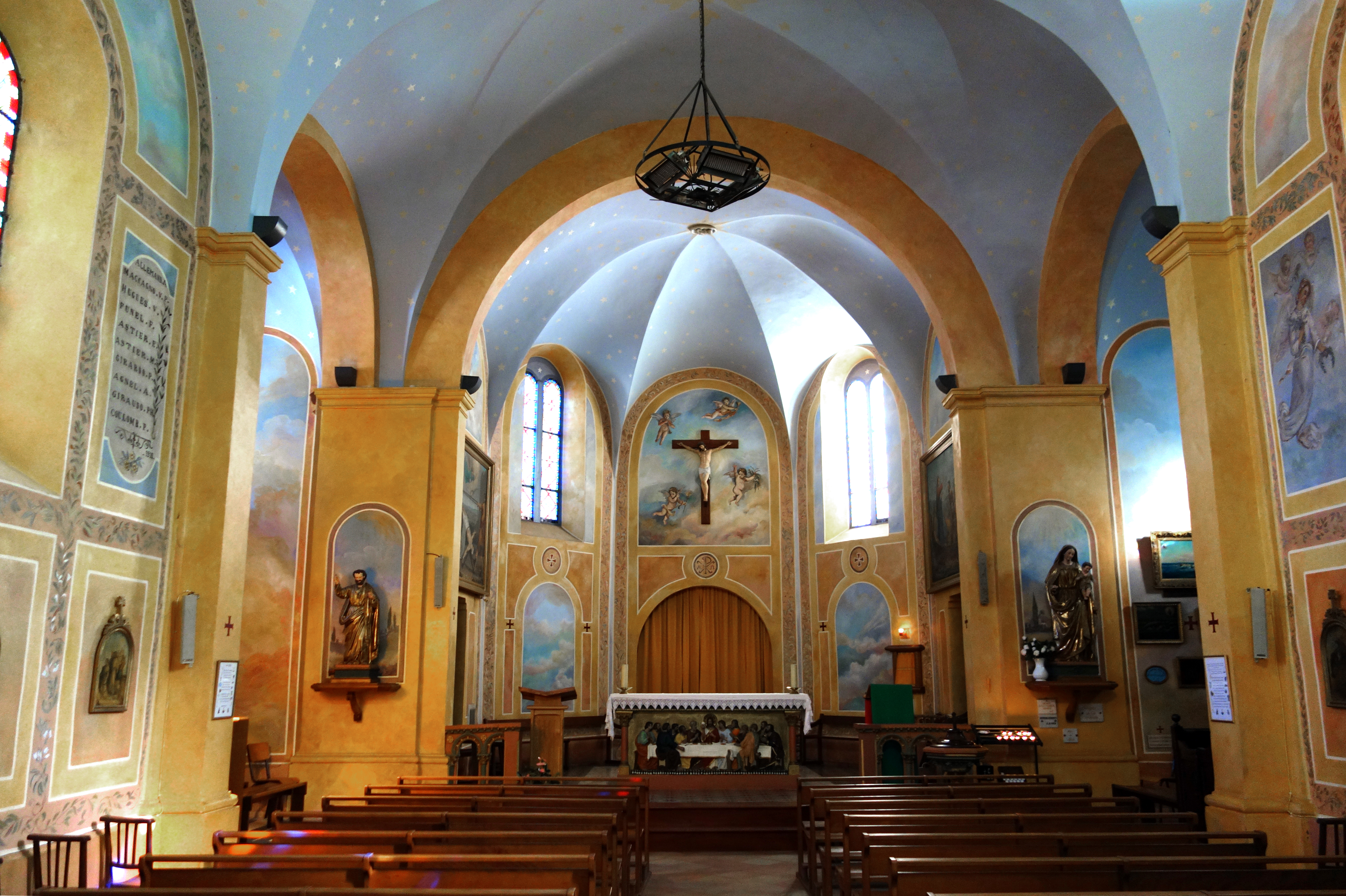
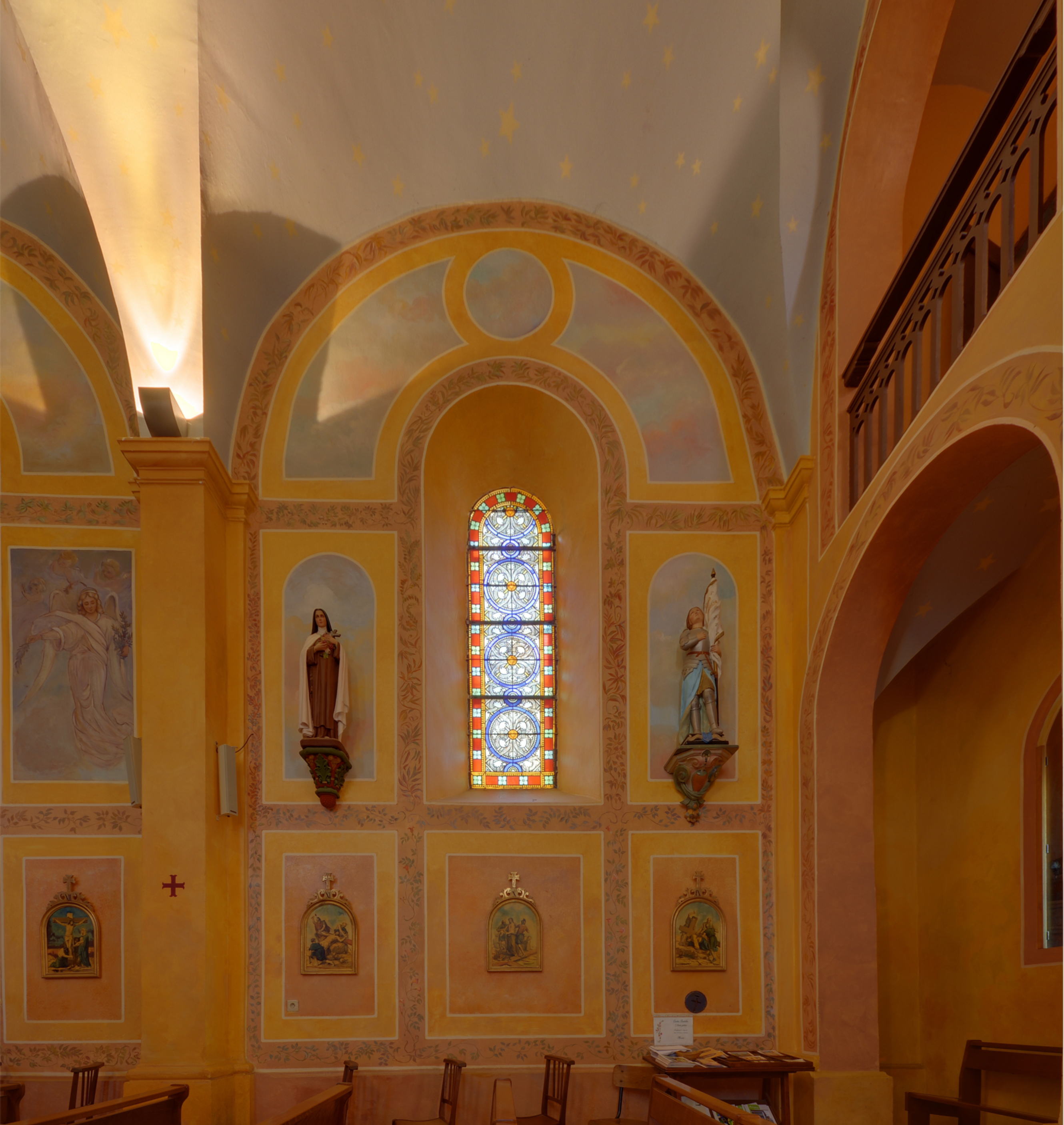
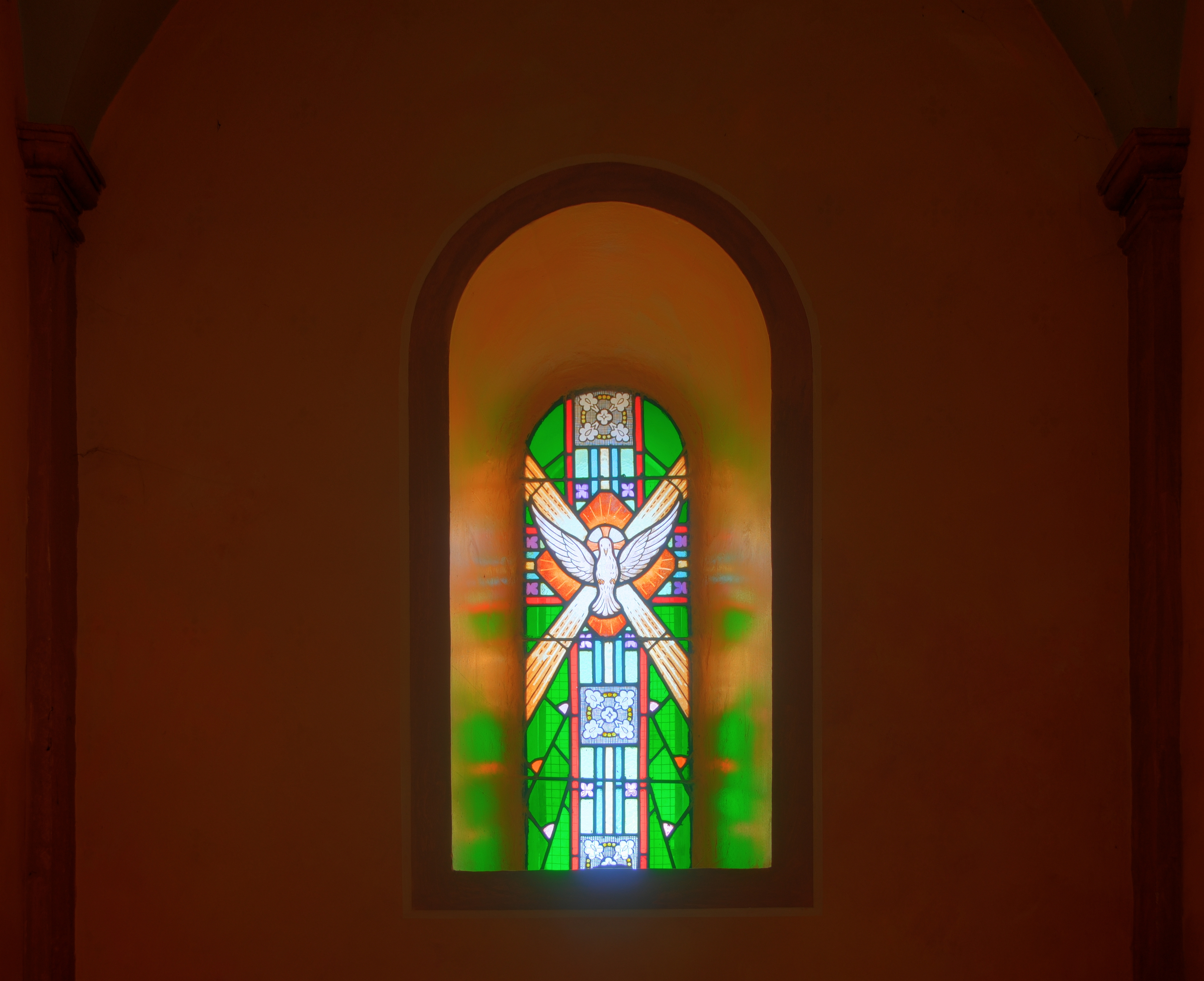

### Façade antérieure,
Dans la niche se trouve une statue polychrome de saint Pierre, figuré avec le coq.